# John Campbell, 5.º Duque de Argyll
John Campbell, 5.º Duque de Argyll (junho de 1723 — 24 de maio de 1806), conhecido por Marquês de Lorne de 1761 a 1770, foi um militar e nobre escocês.

## Carreira militar
Filho de John Campbell, 4.º Duque de Argyll e de Mary Bellenden, filha de John Bellenden, 2º Lorde Bellenden de Broughton, Campbell foi comissionado para ser oficial do 21º Regimento Real de Fuzileiros da Escócia em 1744. Serviu na repressão aos levantes jacobitas, durante as batalhas de Falkirk e de Culloden em 1746.
Em 1749 se tornou oficial comandante do 42º Regimento de Infantaria servindo na Irlanda.
Foi membro do Parlamento por Glasgow Burghs, de 1744 a 1761, e por Dover, de 1765 a 1766. Recebeu o título de 1.º Barão Sundridge, no Pariato da Grã-Bretanha, em 23 de dezembro de 1766. Com a morte de seu pai em 9 de novembro de 1770, herdou seus títulos do Pariato da Escócia. O 5.º Duque de Argyll foi um ativo latifundiário, e foi o primeiro presidente da Real Sociedade Agrícola da Escócia. Foi promovido a marechal de campo em 30 de julho de 1796.

## Família
Em 3 de fevereiro de 1759, em Londres, casou com Elizabeth Gunning, Baronesa Hamilton de Hameldon, filha do coronel John Gunning. Viveram no Castelo Inveraray, e tiveram cinco filhos:
1. Augusta Campbell (31 de março de 1760 – 22 de junho de 1831}
2. George John Campbell, Conde de Campbell (17 de fevereiro de 1763 – 9 de julho de 1764)
3. George Campbell, 6.º Duque de Argyll (22 de setembro de 1768 – 22 de outubro de 1839)
4. Charlotte Susan Maria Campbell (28 de janeiro de 1775 – 1 de abril de 1861)
5. John Campbell, 7.º Duque de Argyll (21 de dezembro de 1777 – 25 de abril de 1847).